# Proton Wira
A Proton Wira vagy másik nevén a Proton 400-as sorozat egy személyautó, melyet 1993 és 2007 között gyártott a malajziai Proton autógyár. A kocsi négyajtós szedán és ötajtós ferde hátú változatban készült és nagymértékben a Mitsubishi Lancer alapjaira épült. Az eredeti Lancerhez képest a Proton kisebb változtatásokat eszközölt az autó hátsólámpáin, lökhárítóin és műszerfalán. Az 1,6 és 1,8 literes motorral szerelt változatoknál alapfelszereltség volt a négy tárcsafék, az első és hátsó könyöktámasz, az elektromos tükrök, a négy elektromos ablak, a dönthető hátsóülés és az összességében jobb minőségű anyagokból készült belsőtér.
A Wira eleinte csak szedán változatban volt kapható, a Proton csak az 1990-es évek közepén mutatta be a ferde hátú karosszériát.
A belépő szintű, 1,3 és 1,5 literes motorral kínált modellek felszereltsége szegényesebb volt, mint az 1,6 és 1,8 literes változatoké a gyártási költségek és ezzel együtt a listaár csökkentése érdekében. A korai változatokat karburátorral szerelték, de 1998-ban a Proton áttért a Mitsubishi EFi injektorokra, majd 2001-ben a Siemens VDO injektorokra, melyek egyes vélemények szerint némileg visszavetették az autó teljesítményét.
2000-ben minden Wira belsőtere szürke lett és az üléskárpit is lágyabb anyagból készült.
A Wira leváltására a Proton két saját tervezésű modellt mutatott be: az egyik a 2004-ben bemutatott ferde hátú Proton Gen-2, a másik a 2007-ben piacra került szedán karosszériás Persona volt. A Wira gyártása 2007-ben szűnt meg. A 2001-ben bemutatott Proton Waja eredeti célja is az lett volna, hogy leváltsa a Wira szedán változatát, de idővel egy gazdag felszereltségű, a tehetősebb vevők igényeit kielégítő önálló modellé nőtte ki magát.
A Wira szó maláj nyelven hőst jelent.

## Modelltörténet
A Wirát 1993-ban mutatták be, négyajtós szedánként és ugyanarra a CB2A-CB4A-CD9A alvázra épült, mint az 1992-es Mitsubishi Lancer. Néhány változtatás került rá, hogy megkülönböztethető legyen a Lancertől, így például az 1992-es Mitsubishi Colt fényszóróit és lökhárítóit kapta meg, a hátsólámpái pedig az 1987-es Mitsubishi Galantból származtak. Emellett a Lancerétől eltérő műszerfal került bele, motorháztetején pedig volt egy kidomborodó sáv, mely előre haladva egyre jobban elkeskenyedett és a Proton emblémájánál csúcsosodott ki. Ez utóbbi a Proton saját dizájneleme volt, mely a Proton Iswarán tűnt fel először. 1994-ben került bemutatásra az ötajtós ferde hátú változat, melyet eleinte Wira Aeroback néven árultak, csakúgy, mint a Saga ötajtós variánsát, a Saga Aerobacket.
1995-ben kisebb modellfrissítésen esett át a Wira, új hűtőrácsot, keskenyebb hátsólámpákat és átlátszó indexburákat kapott. Az 1990-es évek végén és a 2000-es évek közepén további apró változtatásokon esett át a kocsi belsőtere, hűtőrácsa és lökhárítója, mindezek ellenére a Wira kinézete a teljes gyártási időszak alatt egyszer sem változott meg jelentős mértékben.
A Proton 2004-ben bemutatta Wira Special Editiont, vagy rövidebb nevén a WiSE-t, mely sportosabb karosszériaelemeket, átalakított belsőteret és egy felárért kapható alumínium hátsószárnyat tartalmazott. A gyár úgy tervezte, hogy körülbelül százezer ilyen példányt készít majd, de a gyenge eladási adatok miatt ez a terv meghiúsult.
Több később bemutatott Proton modell orra nagyban hasonlított a Wirához, ilyen volt például a háromajtós ferde hátú Satria, a kétajtós sportkupé Putra és az Arena nevű pick-up.
A Protonnál a 2000-es évek első felében elkezdték keresni a Wira lehetséges utódját. Így született meg 2004-ben a saját tervezésű, Gen-2 nevű ötajtós ferde hátú, melynek a gyári kódneve "Wira Replacement Model" volt, ezzel is utalva arra, hogy a gyár a Wira közvetlen utódjának szánja. 2007 augusztusában bemutatkozott a Persona nevű szedán, mely a Gen-2-ből alakult ki, így a Wira mindkét karosszériaváltozatának volt már utódja. A Wira gyártása 2007-ben fejeződött be.

## Műszaki adatok
A legszerényebb felszereltségű Proton Wirához eleinte egy 1,3 literes, 12 szelepes motor járt. Ezt követte a 4G15 kódjelű 1,5 literes Mitsubishi motor, melyet a Sagában és az Iswarában is használtak. A legerősebb erőforrás egy ideig a 111 lóerős (83 kW), 16 szelepes, 1,6 literes, szintén a Mitsubishitől származó SOHC motor volt, melyhez a Proton történetében először extraként egy négysebességes automata sebességváltó is rendelhető volt. A többpontos üzemanyag-befecskendező rendszerrel szerelt darabok az MPi jelzést kapták, de ez a felirat, csak a motoron szerepelt, a karosszérián nem volt feltüntetve típusjelzésként.
1995-ben az addigi 1,3 literes motor helyét átvette egy ugyanekkora hengerűrtartalmú Mitsubishi motor, mely a Sagában is megtalálható volt. Egy évvel később mutatkozott be a Wira legerősebb, DOHC vezérlésű erőforrása, mely 1,8 literes, 16 szelepes volt és 133 lóerős (99 kW) teljesítmény leadására volt képes. Ez volt a Proton első dupla vezérműtengelyes motorja. Ugyanekkor került piacra a 2,0 literes dízelmotoros változat is, mely máig a Proton egyetlen dízel modellje. A 2.0D vagy SDi típusjelzésű autók gyártása azonban hamar befejeződött az alacsony kereslet miatt. 1999-ben a maláj piacról is teljesen eltűntek a karburátoros változatok és már csak injektorral szerelt Wirák készültek.
2001-ben a Lotus segített a Protonnak a minél jobb futómű beállítás megtalálásában.

## Biztonsági felszerelések
A Proton akkori modelljeihez hasonlóan a hazai piacra készülő Wirákat sem szerelték fel több biztonsági berendezéssel, mint övfeszítős, hárompontos biztonsági övekkel és többrétegű biztonsági üvegből készült szélvédővel. Az exportra gyártott darabokat azonban amellett, hogy nagyobb odafigyeléssel szerelték össze, többek között vezetőoldali légzsákkal, ajtómerevítőkkel és ABS-szel is ellátták, melyek később a hazai modellekhez is megvásárolhatóvá váltak extraként.

## Külföldi piacok
A Wira volt a Proton első modellje, melyből jobb- és balkormányos változat is készült és máig ez a gyár legszélesebb körben importált autója. Több mint 70 országban forgalmazták Ázsiában, Európában, Afrikában, a Közel-Keleten, Latin-Amerikában és Ausztrálázsiában (Ausztrália, Új-Zéland, Új-Guinea és néhány további kisebb sziget).
Szintén a Wira volt az első Proton modell, melynek az összeszerelését Malajzián kívül is végezték, így Indonéziában, Vietnámban, a Fülöp-szigeteken és Iránban. A gyár szerette volna beindítani az indiai és egyiptomi összeszerelést is, de ez a terv az 1997-es ázsiai gazdasági válság miatt meghiúsult.
Az Egyesült Királyság felé 1994-ben indult meg az exportálás, ahol eleinte Proton Persona néven árulták az autót (nem összetévesztendő a 2007-es Personával). A Sagához hasonlóan minden exportra készülő Wirát többpontos üzemanyag-befecskendező rendszerrel láttak el, hogy megfeleljenek az Euro 1-es környezetvédelmi normáknak. A brit piacon egy turbódízel változat is kapható volt, mely a TDi típusjelzést viselte. 2001-től az Egyesült Királyságban is Wira lett a kocsi neve, de egy évvel később leváltotta a Waja, melyet ott Proton Impiannak hívtak.

## Galéria

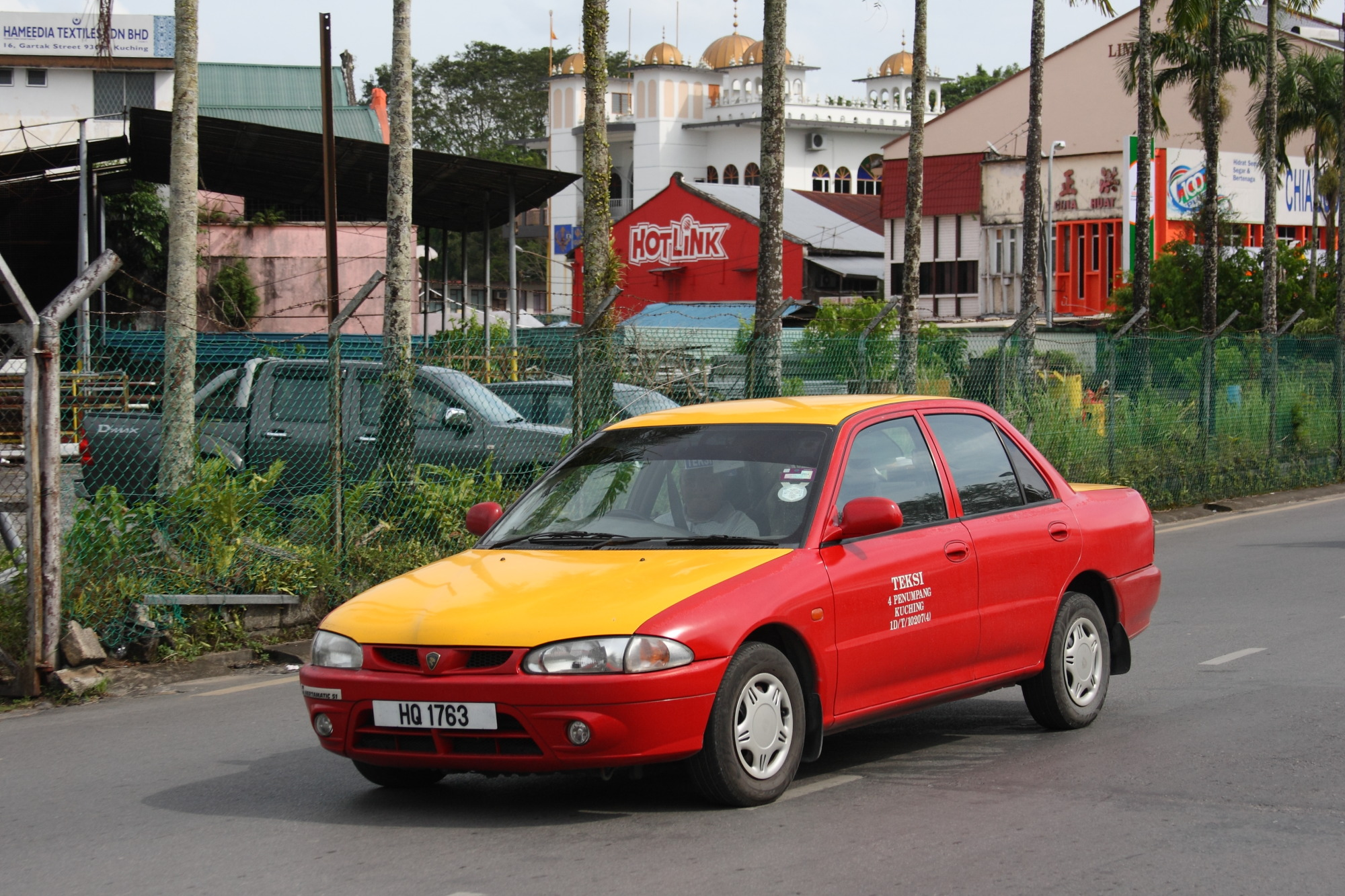
A Proton Wirákat gyakran használják taxiként Malajziában.
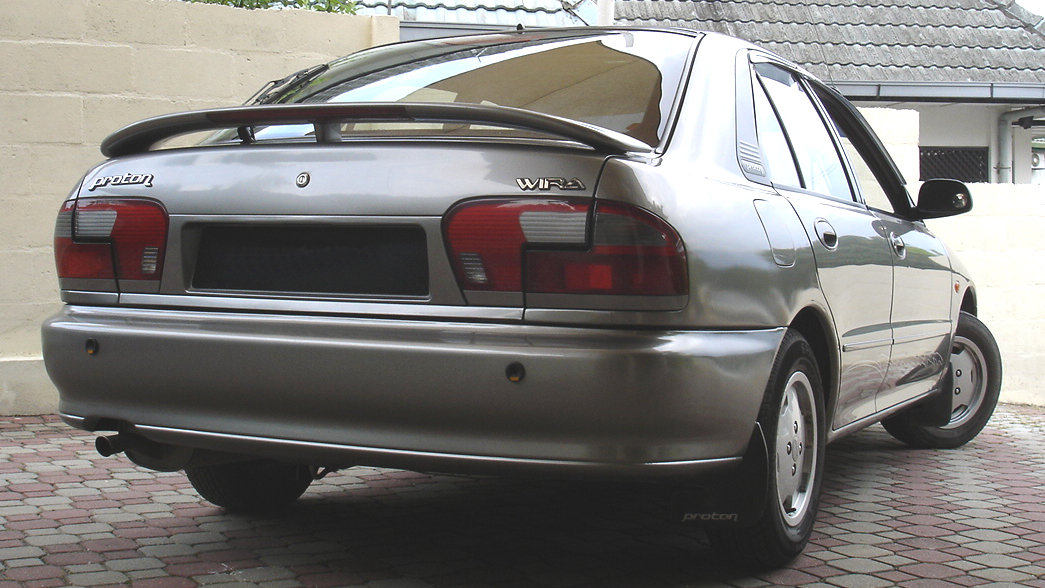
Egy 1995 utáni modell hátulja.
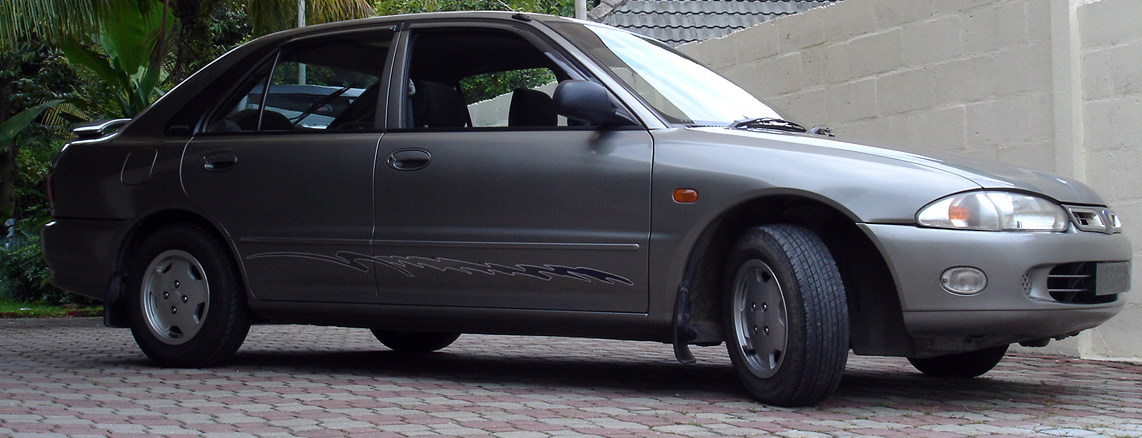
Proton Wira oldalról.
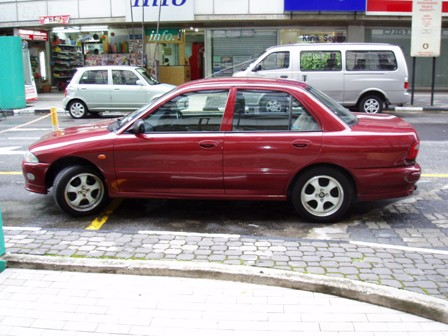
A szedán változat.
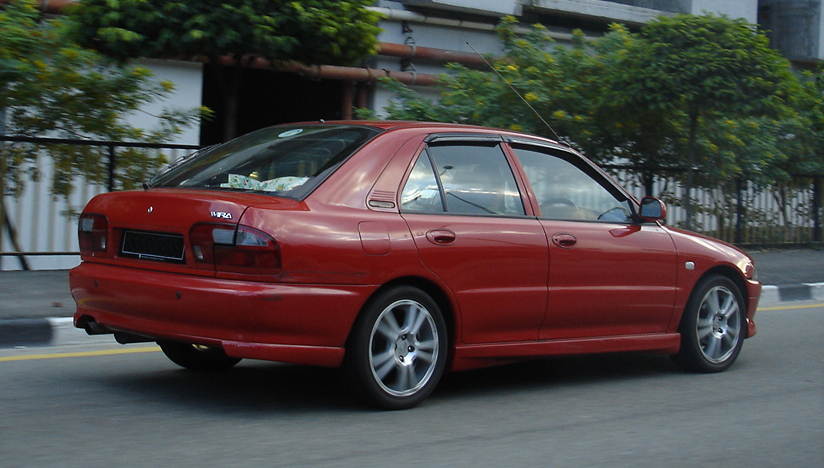
Egy ötajtós WiSE modell egyedi kiegészítőkkel és 16 colos kerekekkel.
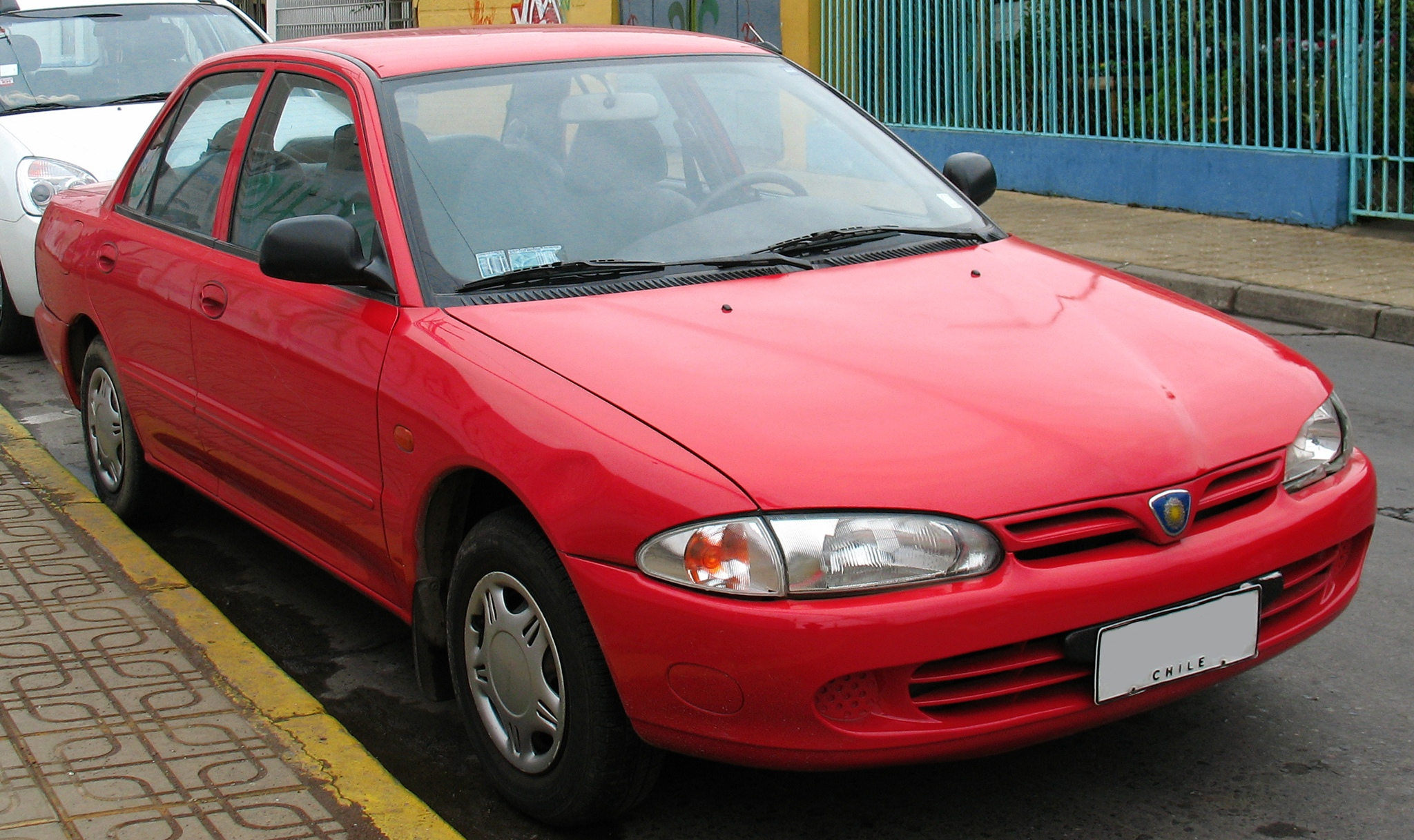
1996-os Proton Natura 1.5 GLi Chilében.
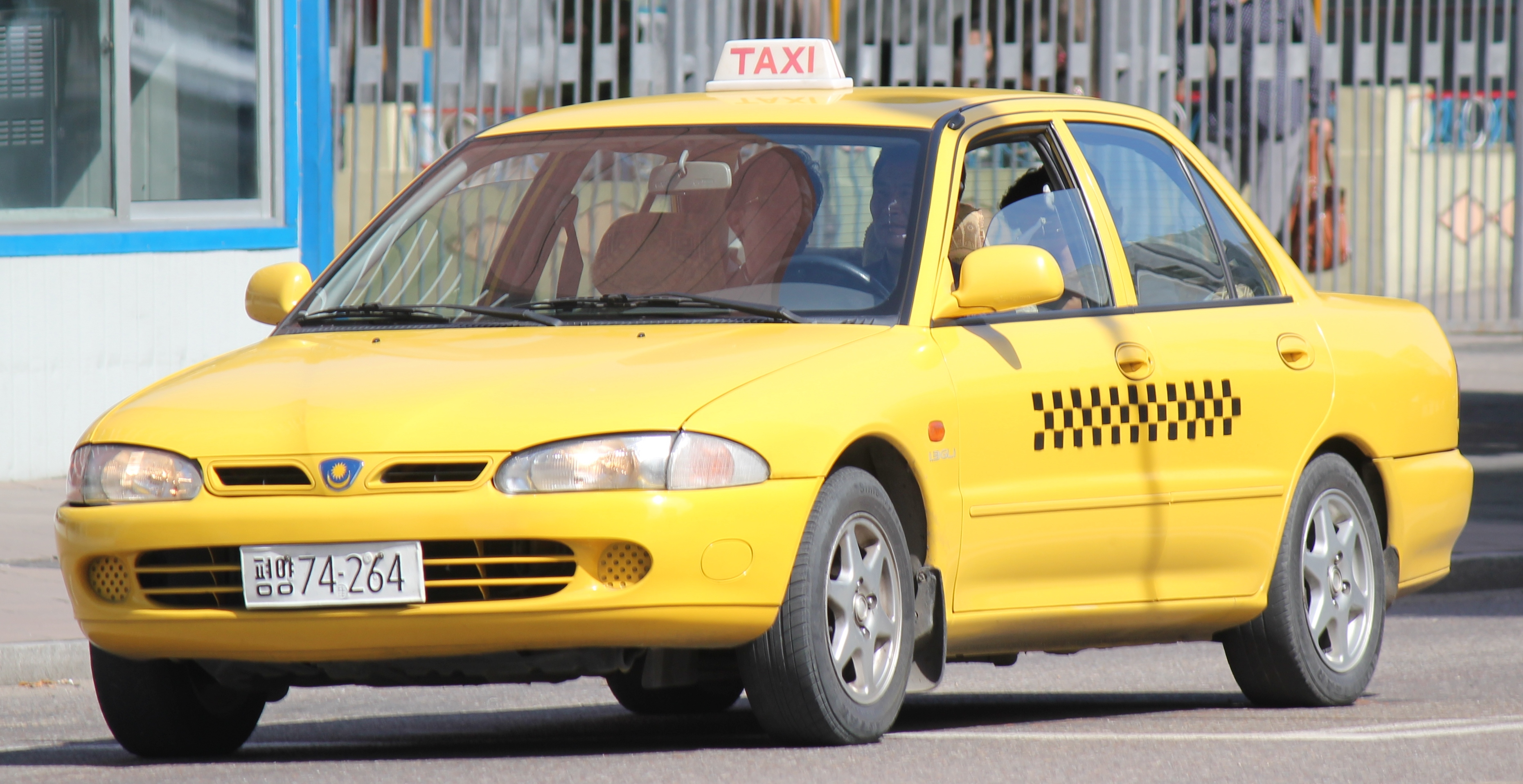
Egy Proton Wira taxiként Phenjanban, Észak-Koreában.

## Fordítás
Ez a szócikk részben vagy egészben  a   Proton Wira című angol Wikipédia-szócikk fordításán alapul.  Az eredeti cikk szerkesztőit annak laptörténete sorolja fel. Ez a jelzés csupán a megfogalmazás eredetét és a szerzői jogokat jelzi, nem szolgál a cikkben szereplő információk forrásmegjelöléseként.